# Мохов, Михаил Иванович
Михаил Иванович Мохов (1922—1982) — участник Великой Отечественной войны, Герой Советского Союза.

## Биография
Родился Михаил Мохов 21 июня 1922 года в селе Марьевка (ныне Полтавского района Полтавской области) в крестьянской семье. Учился в местной неполной средней, затем — в Рунивщинский средней школе.
В июле 1941 года призван в Красную армию. Был направлен в Киевское артиллерийское училище. В мае 1942 году окончил ускоренный курс училища и направлен на фронт. Воевал на Юго-Западном, Донском, 3-м и 4-м украинский фронтах. Участвовал в обороне Москвы, Сталинградской и Курской битвах, освобождал Запорожье, Кишинёв, воевал в Румынии, Болгарии, Югославии, Венгрии. Был контужен. Войну закончил в Австрии.
Командир батареи 525-го лёгкого артиллерийского полка капитан Мохов совершил свой подвиг при форсировании Дуная. В ночь на 5 декабря 1944 года вместе с группой разведчиков он в числе первых переправился на западный берег реки в районе города Эрчи, в 50 километрах к югу от Будапешта. Достигнув берега, стремительной атакой разведчики выбили противника из первой линии траншей, развернули артиллерийские позиции и открыли огонь. Капитан Мохов умело руководил боем — прицельным огнём артиллеристы подавили вражескую батарею, несколько пулемётных гнёзд. Смелые действия Михаила Мохова способствовали успешному форсированию реки подразделениями полка и расширению плацдарма.
Указом Президиума Верховного Совета СССР от 24 марта 1945 года за образцовое выполнение боевых заданий командования и проявленные при этом мужество и героизм капитану Михаилу Ивановичу Моховую было присвоено звание Героя Советского Союза с вручением ордена Ленина и медали Золотая Звезда.
После окончания Великой Отечественной войны продолжал службу в ВС СССР. В 1960 году окончил Центральные артиллерийские офицерские курсы. С 1969 года полковник Михаил Иванович Мохов — в запасе. Выйдя в запас, Михаил Иванович жил в Полтаве, вёл активную работу по военно-патриотическому воспитанию молодежи. Умер 29 января 1982 года. Похоронен в Полтаве на Центральном кладбище.